# Jonofon Serates

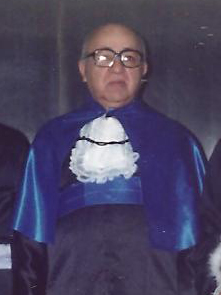
Professor Jonofon Sérates na colação de grau da turma de Contabilidade da UNEB (Brasília) em 1992.

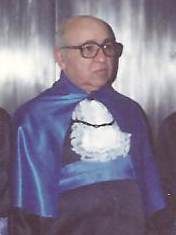
Professor Jonofon Sérates na colação de grau da turma de Contabilidade da UNEB (Brasília) em 1992.

José Nogueira Fontes (Lagarto, 21 de junho de 1934 — Aracaju, 2 de janeiro de 2012), mais conhecido pelo heterônimo de Jonofon Sérates foi um matemático Brasileiro, Bacharel e Licenciado em Matemática pela Universidade de Brasília. Pós-graduado em Programação Financeira pela Escola de Administração Fazendária. Era Membro da Academia Maçônica de Letras, Ciências e Artes do Nordeste do Brasil.

## Biografia
Foi professor por há mais de 45 anos além de examinador de concursos por mais de uma década. Foi professor de Cálculo Diferencial e Integral, Raciocínio Matemático Quantitativo, Numérico, Analítico e Crítico, e Matemática Financeira nos cursos de pós-graduação da Fundação Getúlio Vargas (FGV). Foi escritor e também ministrou cursos em diversas áreas da Matemática e da Lógica.
Proferia conferências sobre Lógica na Educação e na Matemática, para alunos, professores, pais de alunos e servidores de diversos órgãos públicos e privados.
Escreveu: Raciocínio Lógico; Gráfica e Editora Olímpica; Vols 1 e 2.
Jonofon foi aluno e assistente de Malba Tahan, o autor de "O homem que calculava" e de outras 115 obras. Foi Malba Tahan quem transformou José Nogueira Fontes em Jonofon Sérates. Malba Tahan pegou o JO de José, o NO de Nogueira e o FON de Fontes, fez Jonofon. Em seguida, ele pegou as últimas sílabas de JoSÉ, NogueiRA e FonTES e fez Sérates.
Na década de 90, de julho de 1998 a maio de 1999,  foi entrevistado 35 vezes em emissoras de televisão, 38 em rádios, 28 em jornais e nas revista ISTO É e GALILEU na qual foi colunista.  
Foi entrevistado duas vezes em um intervalo de 14 dias no programa do Jô Soares onze e meia no SBT.

## Livros
- Raciocínio Lógico Volume 1
- Raciocínio Lógico Volume 2
- Métodos Cuca Legal de  efetuar as operações no conjunto dos números naturais
- Sistemas de Medidas Decimais e Não Decimais